# Бэтувлин
Бэтувлин (монг. Бэтүвлин, Бэтүвданжайчойнхорлин) — буддийский монастырь, принадлежащий традиции гелуг. Располагается в столице Монголии Улан-Баторе, в районе Чингэлтэй.

## История
Монастырь Бэтувлин был основан в 1999 году ламой Бакулой Ринпоче, бывшим послом Индии в Монголии, курировавшим вопросы восстановления буддизма в Монголии после демократических преобразований. После его смерти его ученик, лама Г. Пурэвбат, поместил его мощи в ступу высотой 2,5 м, изготовленную из 110 кг серебра, которая на данный момент располагается в монастыре.